# Pediacus confertus
Pediacus confertus is een keversoort uit de familie platte schorskevers (Cucujidae). De wetenschappelijke naam van de soort werd in 1899 gepubliceerd door David Sharp.